# Cuscuta obtusata
Cuscuta obtusata là một loài thực vật có hoa trong họ Bìm bìm. Loài này được Trab. mô tả khoa học đầu tiên năm 1907.